# Cephalotes patellaris
Cephalotes patellaris är en myrart som först beskrevs av Mayr 1866.  Cephalotes patellaris ingår i släktet Cephalotes och familjen myror. Inga underarter finns listade.